# Мойсіївська сільська рада
Мойсіївська сільська рада — колишня адміністративно-територіальна одиниця та орган місцевого самоврядування у Фасівському, Коростенському (Ушомирському) районах і Коростенській міській раді Коростенської й Волинської округ, Київської та Житомирської областей Української РСР з адміністративним центром у селі Мойсіївка.

## Населені пункти
Сільській раді на час ліквідації були підпорядковані населені пункти:
- с. Лісобуда
- с. Мойсіївка

## Населення
Кількість населення ради, станом на 1931 рік, становила 1 214 осіб.

## Історія та адміністративний устрій
Створена 30 жовтня 1924 року як німецька національна сільська рада, відповідно до рішення Волинської ГАТК (протокол № 11/6 «Про виділення та організацію національних сільрад»), в складі колоній Мойсіївка Ковалівської сільської ради та Лісівщинська Буда (Лісо-Буда) Лісівщинської сільської ради Фасівського району Коростенської округи. 5 лютого 1925 року затверджена як німецька національна сільська рада. 23 вересня 1925 року, відповідно до постанови ВУЦВК та РНК УСРР «Про зміни в адміністративно-територіальному поділі Житомирської та Коростенської округ», сільську раду передано до складу Ушомирського (згодом — Коростенський) району Коростенської округи. 1 червня 1935 року, відповідно до постанови Президії ЦВК УСРР «Про порядок організації органів радянської влади в новоутворених округах», сільську раду включено до складу Коростенської міської ради Київської області. 28 лютого 1940 року, відповідно до указу Президії Верховної ради Української РСР «Про утворення Коростенського сільського району Житомирської області», сільську раду передано до складу відновленого Коростенського району Житомирської області.
Станом на 1 вересня 1946 року сільська рада входила до складу Коростенського району Житомирської області, на обліку в раді перебували с. Мойсіївка та хутір Лісобуда.
Ліквідована 11 серпня 1954 року, відповідно до указу Президії Верховної ради Української РСР «Про укрупнення сільських рад по Житомирській області», територію та населені пункти ради приєднано до складу Лісівщинської сільської ради Коростенського району Житомирської області.